# Cincinnati Cyclones
Cincinnati Cyclones je profesionální americký klub ledního hokeje, který sídlí v Cincinnati ve státě Ohio. Do ECHL vstoupil v ročníku 2001/02 a hraje v Centrální divizi v rámci Západní konference. Před vstupem do ECHL působil několik let v International Hockey League. Své domácí zápasy odehrává v hale Heritage Bank Center s kapacitou 14 453 diváků. Klubové barvy jsou červená, černá, šedá a bílá. Jedná se o farmu klubů Toronto Maple Leafs (NHL) a Toronto Marlies (AHL).
Klub je dvojnásobným držitelem Kelly Cupu, trofeje pro vítěze ECHL.

## Úspěchy
- Vítěz ECHL ( 2× )
  - 2007/08, 2009/10

## Přehled ligové účasti
Zdroj:
- 1990–1992: East Coast Hockey League (Západní divize)
- 1992–1993: International Hockey League (Atlantická divize)
- 1993–1994: International Hockey League (Centrální divize)
- 1994–1995: International Hockey League (Středozápadní divize)
- 1995–1997: International Hockey League (Severní divize)
- 1997–1998: International Hockey League (Centrální divize)
- 1998–1999: International Hockey League (Severovýchodní divize)
- 1999–2001: International Hockey League (Východní divize)
- 2001–2003: East Coast Hockey League (Severozápadní divize)
- 2003–2015: East Coast Hockey League (Severní divize)
- 2015–2016: East Coast Hockey League (Středozápadní divize)
- 2016–2017: East Coast Hockey League (Jižní divize)
- 2017– : East Coast Hockey League (Centrální divize)